# Mesolithicum
Het mesolithicum (middensteentijd) is een cultuurperiode die begon na het aflopen van de laatste ijstijd ca. 9.500 v.Chr. Ze eindigde toen men overschakelde op landbouw en veeteelt, en tal van nieuwe technologieën ontwikkelde of overnam die tezamen als neolithicum benoemd worden. De naam werd voor het eerst gebruikt door de Franse archeoloog Jacques de Morgan in 1909.

## Definitie
Het einde van het paleolithicum wordt niet gedefinieerd door een verandering in de cultuur maar door het einde van de ijstijd. De term "mesolithicum" wordt daarom bij voorkeur niet gebruikt voor die gebieden waar de ijstijden geen grote invloed hadden, zoals Zuid- en Zuidoost-Europa of Zuid-Azië. In die gebieden spreekt men liever van het epipaleolithicum aangezien een zinnig criterium voor de overgang van paleolithicum naar mesolithicum ontbreekt. Sommige archeologen zien het mesolithicum dan ook slechts als een voortzetting van het paleolithicum. In het Nabije Oosten volgde het neolithicum vrij snel op het einde van de ijstijd. Het epipaleolithicum is daar om die reden slechts lokaal gedefinieerd.
Voor Oost-Azië wordt de term minder gebruikt. In China ziet men een zeer geleidelijke overgang van een paleolithische samenleving naar een neolithische, en spreekt men eerder van een "vroeg-neolithicum". Ook in Sub-Sahara-Afrika spreekt men niet van een mesolithicum maar valt de periode onder de veel ruimer gedefinieerde Later Stone Age.

## Mesolithicum in Europa

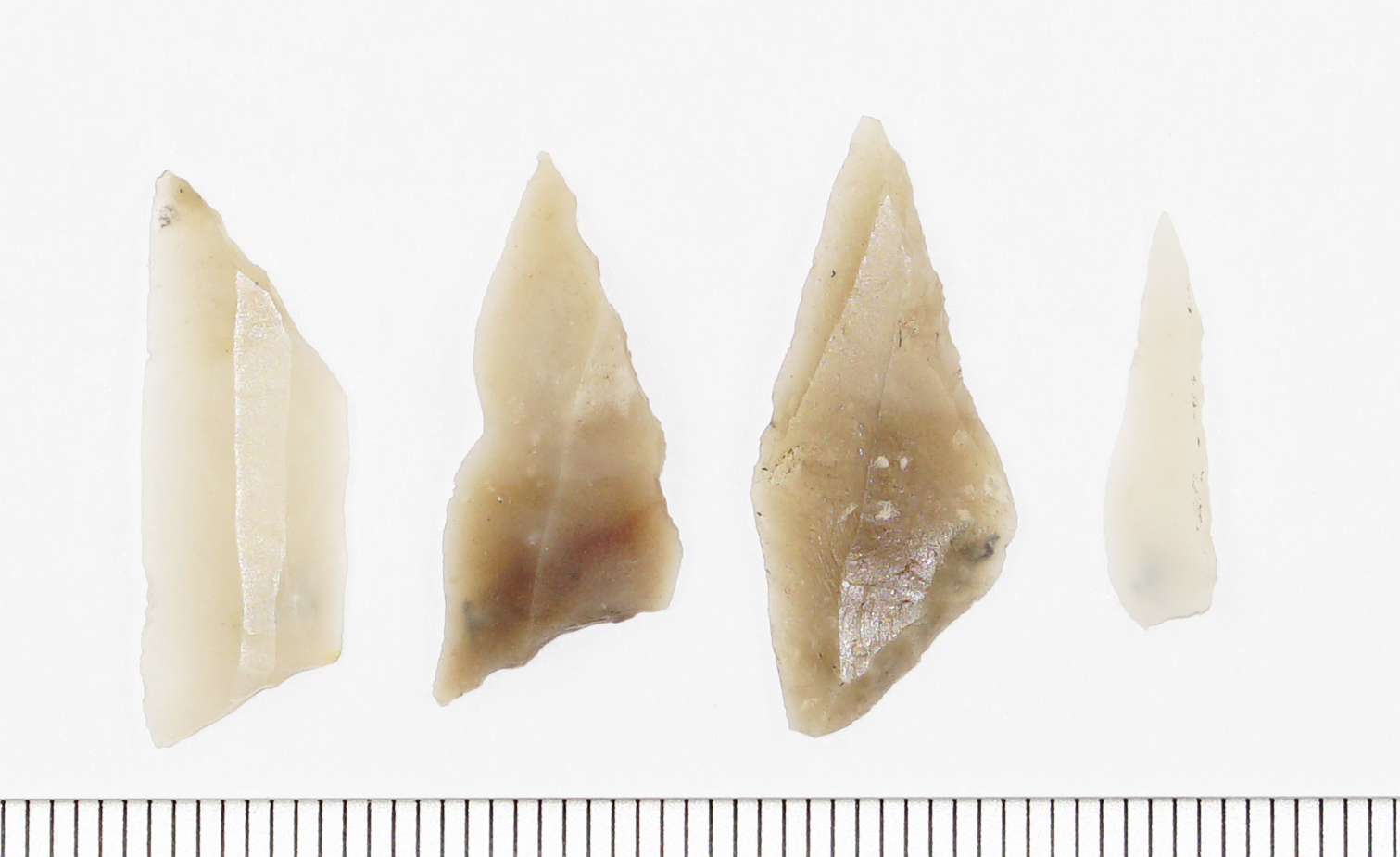
Mesolithische werktuigen

Jagen, vissen en verzamelen waren de middelen van bestaan van de mensen in mesolithische culturen, die doorgaans als rondtrekkende jager-verzamelaars leefden. Nederzettingen waren meestal tijdelijk. Vondsten uit het mesolithicum tonen aan dat steenbewerkingstechnieken verfijnder werden, met een vermeerd voorkomen van microlieten.
In Nederland zijn bij archeologisch onderzoek sporen van mesolithische culturen gevonden bij onder andere Swifterbant en het Hoetmansmeer. Ook de kano van Pesse en het Mannetje van Willemstad zijn een product van het mesolithicum.

### Scandinavië
De Fosna-Hensbackacultuur (ca. 8300-7300 v.Chr.) in Zweden en Noorwegen maakte de overgang van paleolithicum naar mesolithicum en werd opgevolgd door de Nøstvet- en Lihultcultuur. In Zuid-Finland bevond zich de Suomusjärvicultuur. Meer naar het zuiden, vooral in Denemarken en het zuiden van Zweden, volgden de Maglemosecultuur (vanaf ca. 7500 v.Chr., verspreid over een groot deel van noordelijk Europa), de Kongemosecultuur en de al subneolithische Ertebøllecultuur elkaar op. Tussen 4000 en 3200 v.Chr. namen de neolithische trechterbekercultuur en de nog grotendeels mesolithische pitted-warecultuur hun plaats in.

### Overgang naar het neolithicum
Het Europese mesolithicum eindigde niet overal tegelijkertijd. De landbouw verspreidde zich geleidelijk over Europa. In Noord-Europa konden mesolithische culturen door de overvloed aan vis en wild duizenden jaren naast neolithische culturen voortbestaan, zoals de Ertebøllecultuur naast nederzettingen van de neolithische trechterbekercultuur. In de Nederlanden kwam het laat-mesolithische  Rijn-Maas-Scheldemesolithicum vanaf ca. 5.500 v.Chr. in het invloedsgebied van de neolithische La Hoguette- en bandkeramische culturen. Onder deze invloed begon de Rijn-Maas-Schelde-bevolking rond 5.300 v.Chr. met de productie van eigen aardewerk, het zogenaamde Limburgkeramiek. Plaatselijk is het naast elkaar voorkomen van mesolithische en neolithische gemeenschappen aangetoond, en tot de volledige neolithisering van het gebied kan men uitgaan van een dergelijk naast elkaar bestaan van verschillende levenswijzen.
In Noordoost-Europa en aangrenzend Siberië drong door klimatologische omstandigheden het neolithicum slechts beperkt door en volhardden de subneolithische kamkeramiekculturen tot aan het begin van de bronstijd.

Afbeeldingen
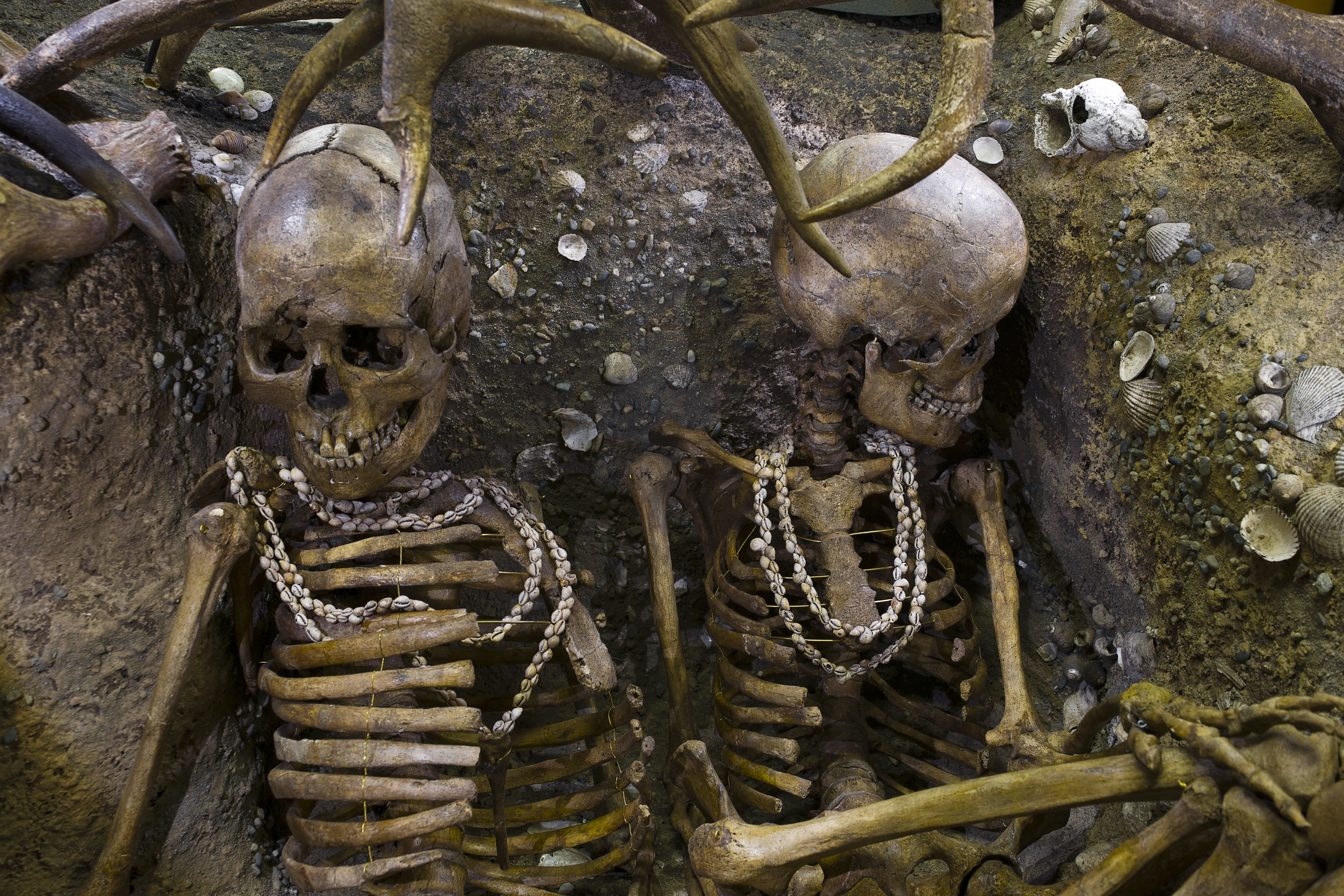
graf van Téviec
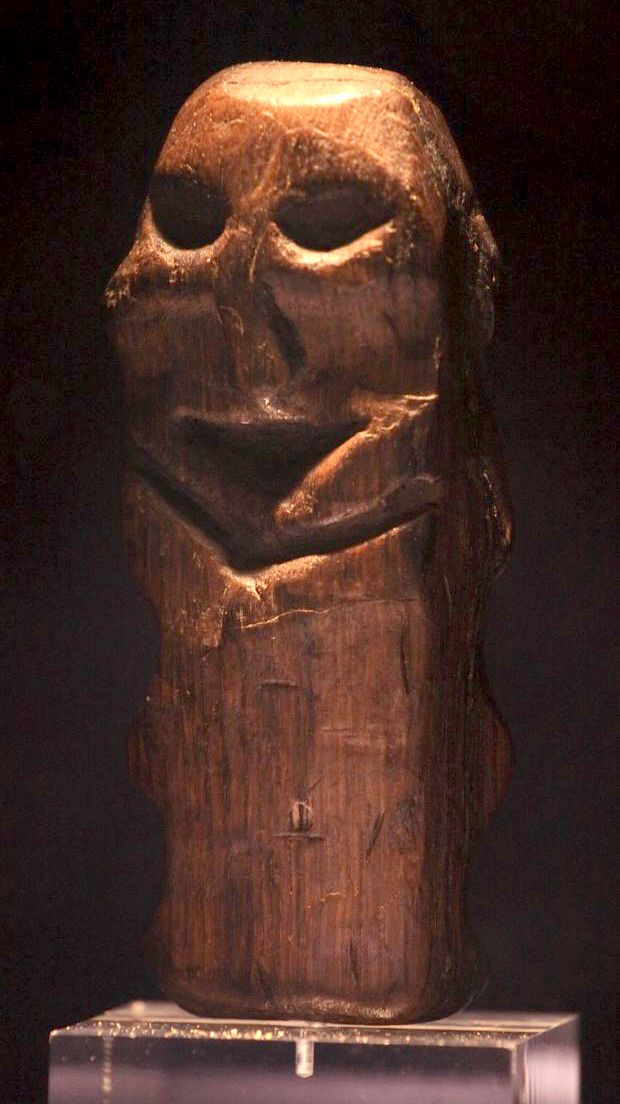
Mannetje van Willemstad
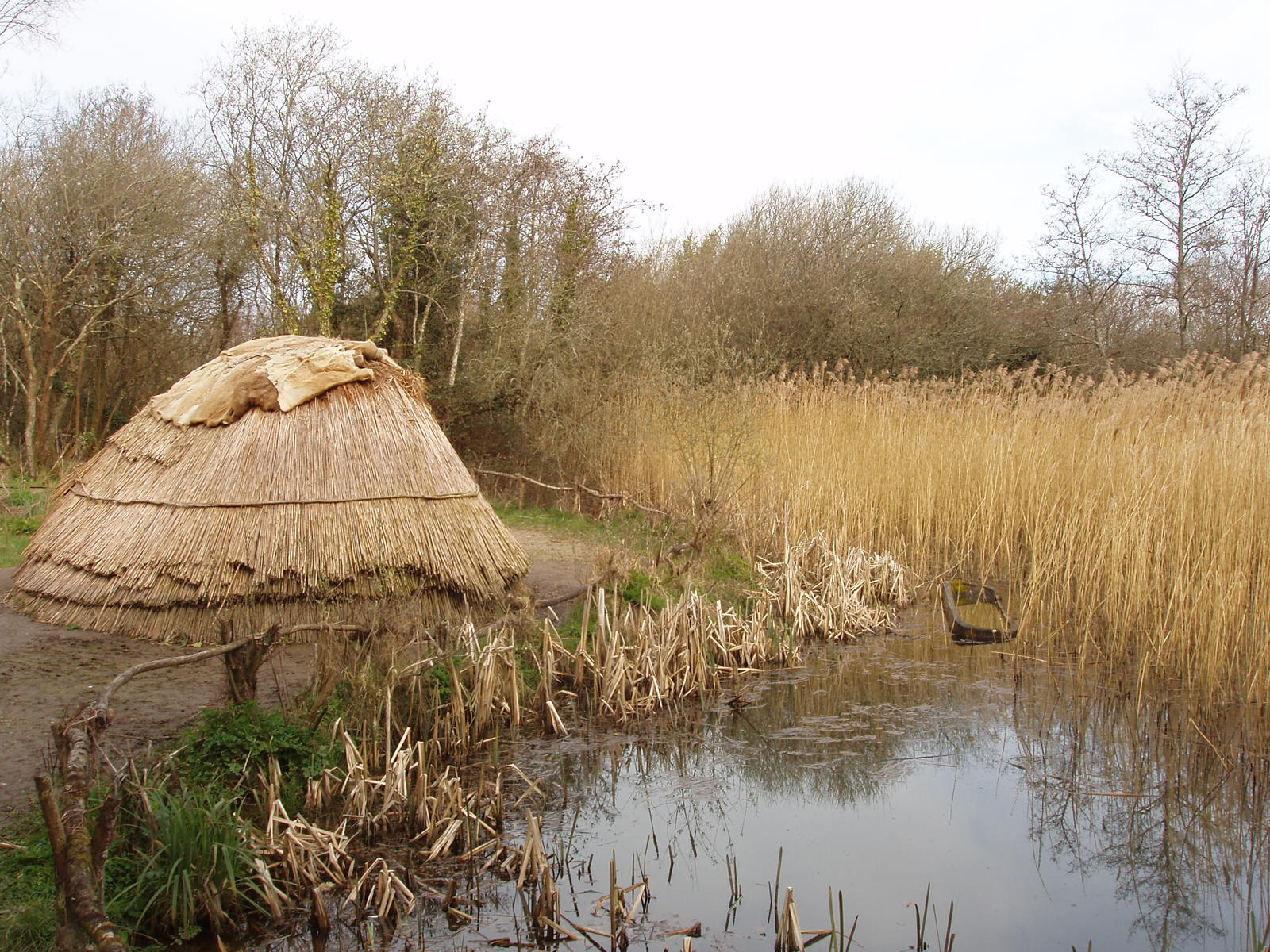
reconstructie van een nederzetting
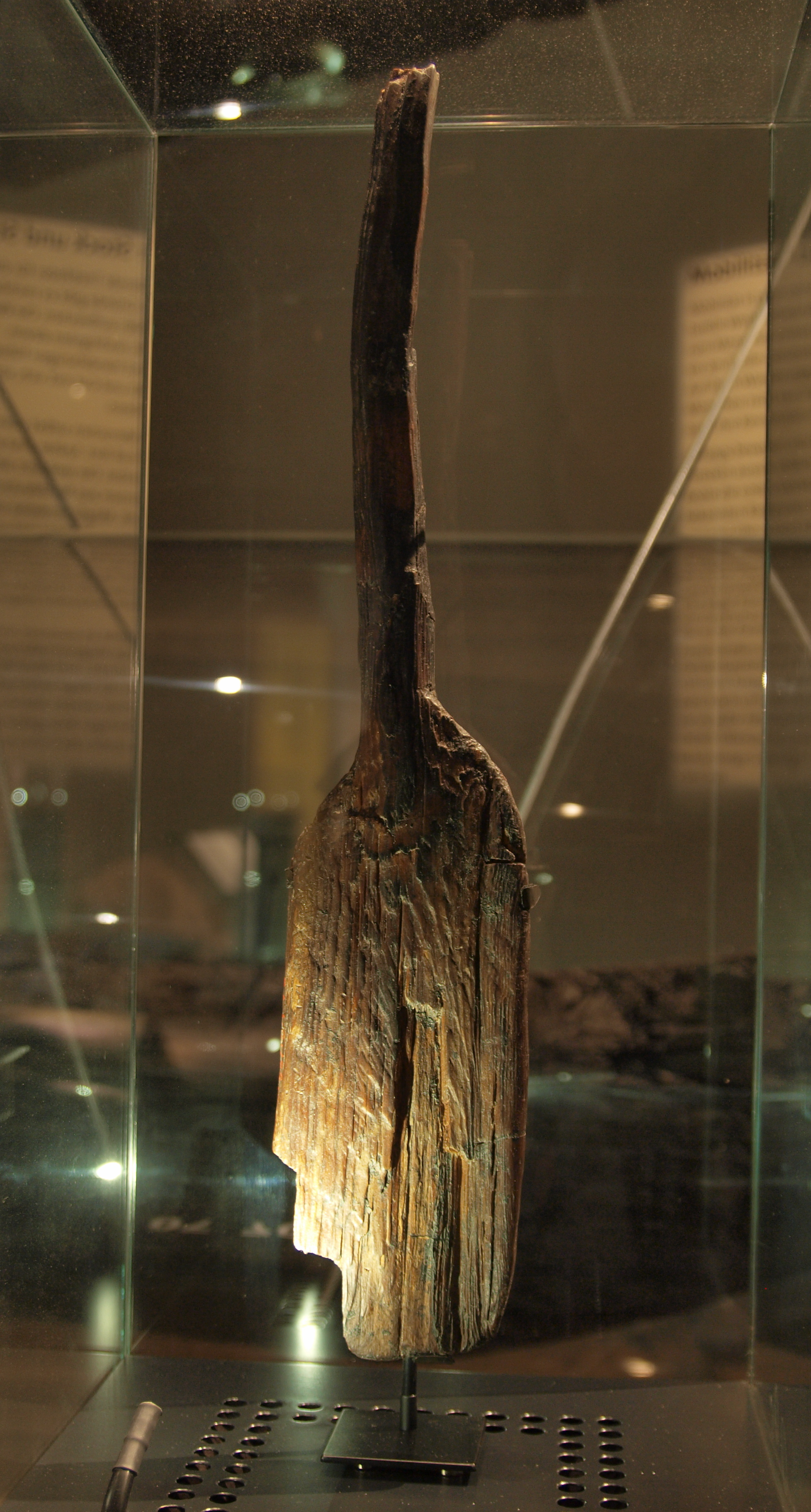
roeispaan van Düvensee
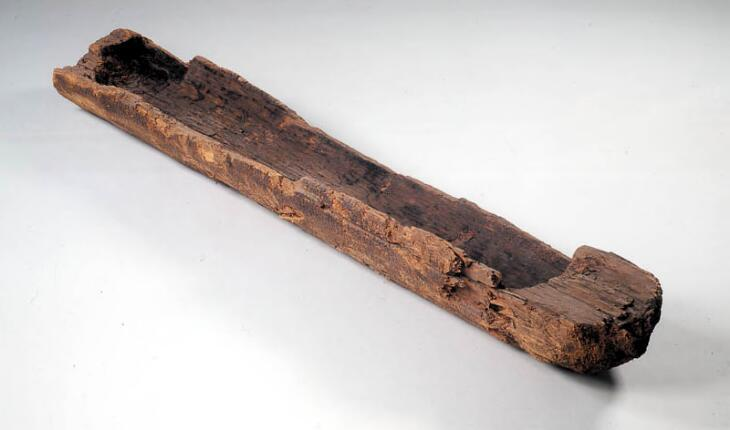
kano van Pesse